# Anne Frank
Annelies Marie Frank, coneguda com a Anne Frank (Frankfurt del Main, Alemanya, 12 de juny de 1929 - Bergen-Belsen, Alemanya, febrer o març de 1945), fou una adolescent alemanya jueva nascuda a Frankfurt del Main a Alemanya. És autora d'El diari d'Anne Frank, un diari escrit mentre s'amagava amb la seva família i quatre amics, durant l'ocupació alemanya d'Amsterdam a la Segona Guerra Mundial.
Amb l'arribada al poder d'Adolf Hitler, el mes de gener de 1933, la família marxà de Frankfurt a Amsterdam amb la intenció d'escapar de les persecucions nazis. Amb la invasió nazi dels Països Baixos, les persecucions contra els jueus s'intensificaren i la seva família s'amagà, el juliol de 1942, en una cambra secreta condicionada, a la part del darrere, de l'empresa Opekta, d'Otto Frank, el seu pare. En el moment d'amagar-se, Anne tenia tretze anys. Després de dos anys a la casa del darrere, el grup fou traït i deportat als camps d'extermini nazis. Set mesos després de la seva detenció i alguns dies després de la defunció de la seva germana Margot, Anne moria del tifus al camp de Bergen-Belsen. En acabar la guerra, el seu pare, Otto, l'únic supervivent del grup, tornà a Amsterdam i descobrí que el diari d'Anne no havia desaparegut. Convençut del caràcter únic de l'obra de la seva filla, decidí publicar-la. Originalment, sortí amb el títol Het Achterhuis: Dagboekbrieven van 12 Juni 1942-1 Augustus 1944 (La casa del darrere: notes del diari del 12 juny de 1942 al 1r d'agost de 1944).
El diari l'hi van regalar a Anne pel seu tretzè aniversari i relata la seva visió dels esdeveniments en aquestes dates: del 12 de juny de 1942 fins al 1r d'agost de 1944. Ha estat traduït del neerlandès a nombroses llengües i ha esdevingut un dels llibres més llegits al món. Diverses pel·lícules, telefilms, obres teatrals i òperes s'han basat en aquesta obra. Descrit com el treball d'un esperit madur i perspicaç, ofereix un punt de vista íntim i particular sobre la vida quotidiana durant l'ocupació alemanya. Gràcies als seus escrits, Anne Frank esdevingué una de les víctimes més cèlebres de l'Holocaust.

## Biografia

### Infantesa

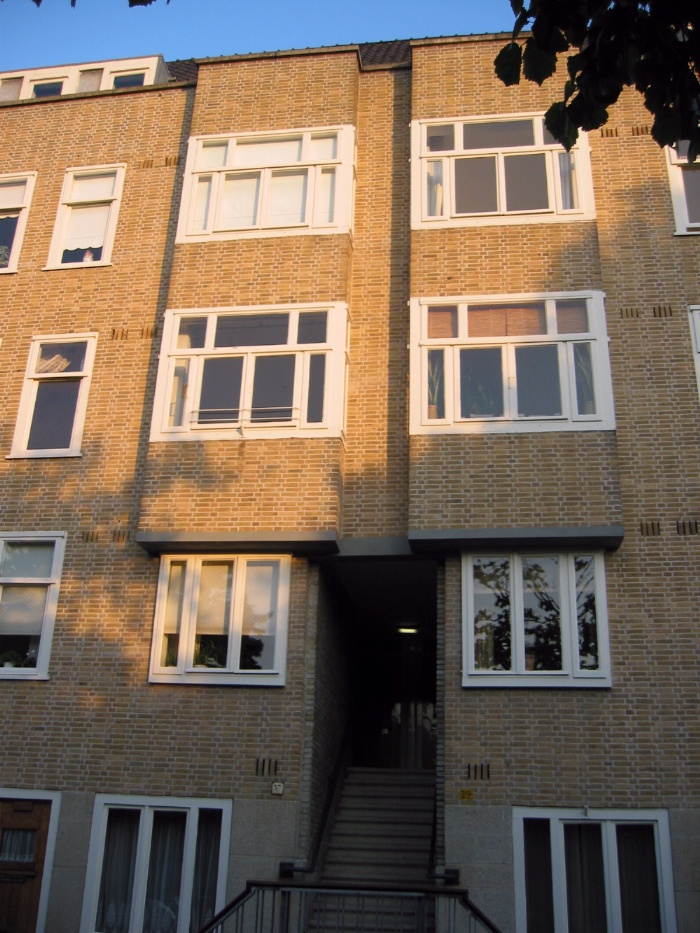
L'immoble sobre el Merwedeplein on Anne Frank visqué entre els anys 1934 i 1942.

Anne Frank va néixer el 12 de juny de 1929 a Frankfurt del Main, Alemanya. Era la segona filla d'Otto Heinrich Frank i d'Edith Holländer. Tingué una germana, Margot. El seu nom de naixement era Annelies Marie, però per la seva família i els seus amics era simplement "Anne". El seu pare li deia a vegades "Annelein" ("petita Anna").
La família visqué en una comunitat mixta de ciutadans jueus i no jueus i les nenes cresqueren amb amics de confessió catòlica, protestant i jueva. Els Frank eren jueus alemanys reformistes: practicaven moltes de les tradicions de la fe jueva, però sense observar el conjunt dels costums. De la família, Edith era la més aplicada en la pràctica de la religió. Otto Frank, antic oficial alemany condecorat durant la Primera Guerra Mundial, volia continuar els seus estudis i posseïa una important biblioteca. Els pares es preocuparen de desenvolupar i donar suport a les lectures de les seves filles.
El mes de març de 1933 se celebraren les eleccions per renovar el consell municipal de Frankfurt que permeteren que el partit nazi d'Adolf Hitler prengués el poder. Amb aquest ambient polític, les manifestacions antisemites van succeir-se immediatament i els Frank van començar a témer per la seva seguretat si restaven a l'Alemanya nazi. Més tard, el mateix any, Edith i les nenes van tornar a Aquisgrà per viure amb Flor Holländer, la mare d'Edith. Otto Frank es quedà a Frankfurt, però després de rebre una oferta per un assumpte de negocis a Amsterdam, organitzà i preparà la rebuda de la seva família.
Otto Frank començà a treballar a Opekta Works, una societat que venia la pectina extreta de les fruites, i trobà un pis a Merwdeplein, als afores d'Amsterdam. El febrer de 1934, Edith i els nens van arribar a Amsterdam i les dues filles foren inscrites a l'escola. Margot fou inscrita en una escola pública i Anne en una escola Montessori. Margot destacà en aritmètica i Anne descobrí les seves aptituds per la lectura i per l'escriptura. Anne i Margot tenien dues personalitats ben diferents: Margot era estudiosa, mentre que Anne era expressiva, enèrgica i extravertida.
L'any 1939, la mare d'Edith anà a viure amb els Frank i es quedà amb ells fins a la seva mort el gener de 1942. El maig de 1940, Alemanya envaí els Països Baixos i el govern d'ocupació començà a perseguir els jueus instaurant lleis repressives i discriminatòries. La inscripció obligatòria i la segregació dels jueus s'estengué ràpidament. Margot i Anne, tot i destacar en els seus estudis i tenir nombrosos amics, van ser inscrites al Liceu Jueu en l'aplicació d'un decret que establia que els nens jueus només podien seguir els cursos en escoles jueves.

### El període descrit al diari

#### Abans d'anar a la casa del darrere

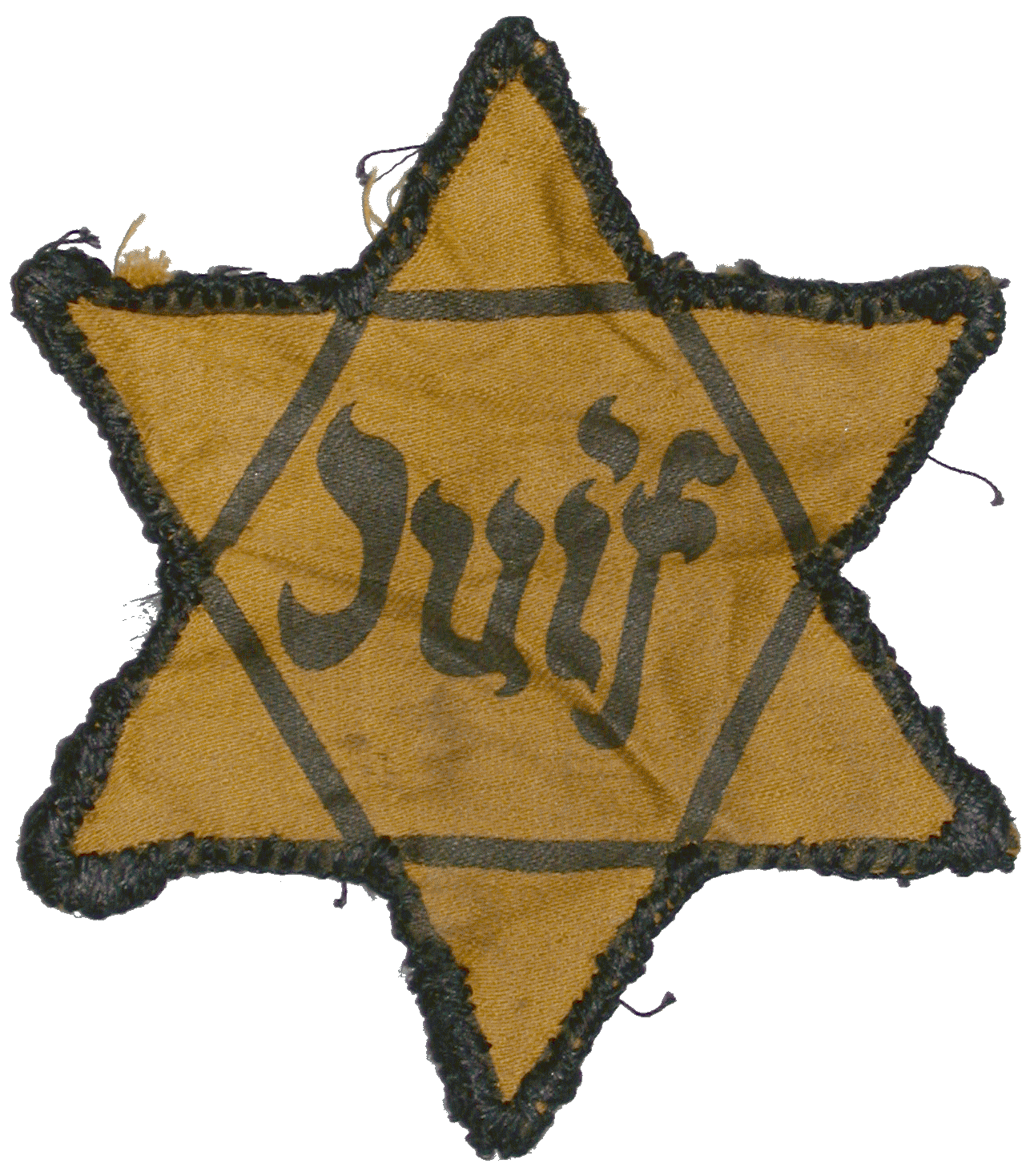
Estrella groga típica que tots els jueus havien de portar durant l'ocupació nazi

En el seu tretzè aniversari, el 12 de juny de 1942, Anne va rebre un petit regal que decidí emprar com a diari. Era un llibre d'autògrafs, relligat amb tela vermella i blanca i proveït d'una petita tanca al davant. Començà a escriure-hi gairebé immediatament, descrivint-se personalment, així com la seva família i els amics, la vida a l'escola, els nois amb què flirtejava i els indrets del veïnatge que li agradava visitar. Encara que aquests primers escrits demostrin que la seva vida era la d'una col·legiala típica, hi explica igualment els canvis que visqué com a testimoni de l'ocupació alemanya. Algunes referències són aparentment ocasionals; tanmateix en alguns passatges Anne subministra detalls sobre l'opressió creixent dels nazis. Per exemple, escrigué a propòsit de l'estrella groga que els jueus estaven obligats a portar en públic i llistà algunes restriccions i persecucions que trastornaren la vida de la població jueva d'Amsterdam. Anne somniava ser actriu. Li agradava veure pel·lícules, però a partir del 8 de gener de 1941 es va prohibir que els jueus neerlandesos poguessin entrar a les sales de cinema.
El mes de juliol de 1942, Margot Frank rebé l'avís de mobilització del Despatx Central de la Immigració Jueva (Zentralstelle für jüdische Auswanderung). Aquest estament li ordenava que s'havia de presentar per allotjar-se en un camp de treball. En aquell moment explicà a Anne un pla que Otto havia preparat amb els seus empleats més fidels i del qual Margot havia tingut coneixement des de feia algun temps: la família s'havia d'amagar en habitacions al darrere dels despatxos de la societat sobre el Prinsengracht, un carrer al llarg d'un dels canals d'Amsterdam.

#### La vida a la casa del darrere

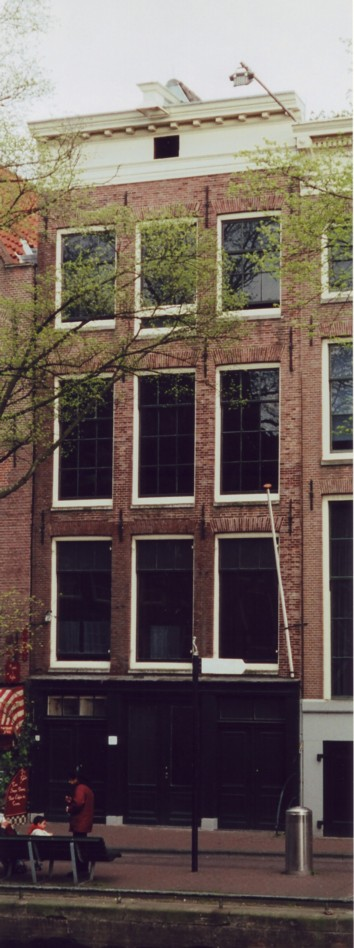
La façana de l'immoble de la societat Opekta sobre el Prinsengracht l'any 2002. Els despatxos d'Otto Frank se situaven al davant de l'edifici, mentre que l'amagatall es trobava al darrere.

El matí del 6 de juliol de 1942, la família s'instal·là a la casa del darrere. El seu pis fou deixat en un desordre aparent per donar la impressió que havien marxat sobtadament, i Otto Frank va deixar una nota indicant que se n'havien anat a Suïssa. La necessitat del secret de l'operació va fer que abandonessin el gat d'Anne, Moortje. Com que els jueus no tenien dret a utilitzar els transports públics, caminaren durant diversos quilòmetres des del seu pis, cadascun vestint diverses capes de roba perquè hom no s'adonés que transportaven maletes. L'annex o amagatall (Achterhuis) era un espai a tres nivells al darrere de l'edifici al qual s'hi accedia per un replà situat sobre els despatxos de la societat Opekta. Al primer nivell hi havia dues petites habitacions amb una cambra de bany. A sobre hi havia un vast espai obert amb una petita habitació adjacent. Des d'aquesta petita habitació, una escala donava al graner. La porta de l'Annex fou amagada per una llibreria, així s'evitava que fos descoberta. L'immoble principal, situat en un bloc de Westerkerk, era un vell edifici trivial i típic dels barris de l'oest d'Amsterdam.
Victor Kugler, Johannes Kleiman, Miep Gies i Bep Voskuijl eren els únics empleats que sabien on s'amagava la família Frank. En Jan Gies, el marit de Miep, i en Johannes Hendrik Voskuijl, el pare de Bep, els ajudaren durant el seu confinament. Eren l'únic contacte amb el món exterior i els mantenien informats dels avatars de la guerra i dels esdeveniments polítics. A més cobrien totes les seves necessitats, es preocupaven de la seguretat i els avituallaven d'aliments, una tasca cada vegada més difícil a mesura que passava el temps. Tots eren conscients que s'exposaven a la pena de mort si eren agafats per amagar jueus.
A final del mes de juliol, s'incorporà a l'amagatall la família van Daan, formada per Hermann, Augusta i el seu fill Peter de 16 anys. Després, el mes de novembre, s'incorporà Albert Dussel, un dentista amic de la família. Al principi, Anne escrigué sobre el plaer de tenir noves persones amb qui parlar, però les tensions se succeïren ràpidament perquè el grup estava forçat a viure en un entorn molt reduït. Així, després d'haver compartit la seva cambra amb Dussel, Anne el trobà insuportable, i discutí amb Augusta van Pels a qui considerava idiota. A més, la relació amb la seva mare era tensa i considerava que li era massa distant. A voltes tingué discussions amb la seva germana Margot però mai no es perdé el lligam entre elles. També cal destacar que emocionalment estava molt lligada al seu pare.
Anne passava el temps llegint, estudiant i escrivint en el seu diari. A més a més de subministrar una descripció dels esdeveniments en el seu ordre cronològic, parlà a propòsit dels seus sentiments, la por per viure amagada, les creences, les ambicions, entre les quals hi havia la d'esdevenir escriptora, i dels temes que pensava que no podia compartir amb ningú. A mesura que la confiança en el seu estil d'escriptura creixia i es feia més madura, els assumptes que abordà es feren més abstractes, com la creença en Déu i la manera com definia la naturalesa humana. Fins a la primavera 1944 escrigué per ella mateixa, però canvià de parer en escoltar a la ràdio de Londres el ministre de l'Educació del Govern neerlandès a l'exili; aquest declarà que després de la guerra caldria reunir i publicar tots els sofriments del poble neerlandès durant l'ocupació alemanya. Citava, a tall d'exemple i entre d'altres, els diaris íntims. Colpida per aquest discurs, Anne decidí que publicaria un llibre després de la guerra, fent-ne servir el diari de base. Per aquest motiu començà a copiar i reescriure el diari, corregint i suprimint els passatges que considerava menys interessants, o afegint-ne altres pouant en la seva memòria.

### Detenció i deportació
El matí del 4 d'agost de 1944 l'amagatall fou envaït pels serveis de seguretat de la policia alemanya (Grüne Polizei) per indicació d'un informador que mai no ha estat identificat. Conduït pel Schutzstaffel Oberscharführer Karl Silberbauer del Sicherheitsdienst, el grup portava almenys tres membres dels serveis de seguretat de la policia. Quan Silberbauer entrà a la casa, sabia on havia d'anar de forma precisa: es dirigí recte cap a la "porta-biblioteca" giratòria que amagava la porta d'accés a l'amagatall i exigí que se li obrís. Silberbauer apostà alguns homes a l'Annex esperant l'arribada d'un vehicle per portar els presoners. Mentre interrogava Otto Frank, Silberbauer va veure una cartera de cuir. Va buidar el contingut per terra, sens dubte amb la idea de trobar joies. Però no contenia més que fulls de paper. Es tractava d'una part del diari d'Anne. Els ocupants van ser embarcats en camions i conduïts per ser interrogats.
Victor Kugler i Johannes Kleiman foren empresonats i Miep Gies i Bep Voskuijl, després de ser interrogats, foren deixats en llibertat. Més tard van tornar a l'amagatall on van trobar els escrits d'Anne, més de 300 pàgines manuscrites, escampades per terra. Les van recuperar conjuntament amb diversos àlbums de família i Gies decidí que els tornaria a Anne després de la guerra.
Els ocupants de l'amagatall foren transportats al quarter general de la Gestapo on foren interrogats i detinguts tota la nit. El 5 d'agost els transferiren a la Huis van Bewaring (Casa de Detenció), una presó superpoblada sobre el Weteringschans. Dos dies més tard, els vuit presoners jueus van ser transportats al camp de concentració de Westerbork, un camp de trànsit situat als Països Baixos on hi van passar més de 100.000 jueus. Com que els presoners havien estat capturats en un amagatall foren considerats criminals i, per tant, foren enviats als campaments de barraques de càstig per fer treballs pesats.

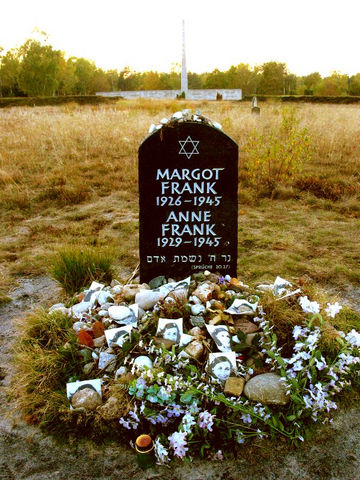
Làpida commemorativa d'Anne Frank i la seva germana al lloc de l'antic camp de concentració de Bergen-Belsen.

El 3 de setembre, el grup fou deportat amb el darrer comboi de Westerbork cap al camp d'extermini d'Auschwitz. Hi arribaren la nit del 5 al 6 de setembre de 1944, després d'un viatge de tres dies. Després foren separats segons el seu sexe, de manera que les dones i els homes no es van tornar a veure mai més. Dels 1.019 passatgers del comboi, 549 persones, de les quals la totalitat dels nens de menys de quinze anys, foren enviades directament a les cambres de gas, on van morir. Anne tenia quinze anys i tres mesos, per tant, no anà directament a la mort. Tots els membres de l'Annex van sobreviure a aquesta selecció, tanmateix Anne va creure que el seu pare havia mort.
Amb altres dones no seleccionades per una mort immediata, Anne fou forçada a despullar-se per ser desinfectada, afaitar-li el cap i, finalment, ser tatuada amb un número d'identificació sobre el seu braç. De dia les dones eren utilitzades com treballadores esclaves; a la nit, eren tancades en barraques abarrotades i glacials. Les malalties abundaven, i aviat la pell d'Anne es va veure infectada, de manera seriosa, per la sarna.
El 28 d'octubre, noves seleccions de dones van començar amb l'objectiu de deportar-les a Bergen-Belsen. Anne i Margot Frank, Auguste van Pels i vuit mil dones més foren enviades a la nova destinació, mentre que Edith Frank va romandre a Auschwitz. En el camp d'extermini de Bergen-Belsen foren aixecades tendes de campanya per allotjar l'afluència de nous presoners, entre les quals estigueren Anne i Margot. A mesura que la població de presos augmentava, l'índex de mortalitat, a causa de nombroses malalties, s'incrementava ràpidament. Anne fou breument reunida amb dues amigues, Hanneli Goslar i Nanette Blitz, que van sobreviure totes dues a la guerra. Blitz va descriure llavors Anne com calba, tremolosa i amb els trets desmillorats. Goslar diu que, si bé Anne estava malalta, deia que estava més inquieta per la Margot, que seguia estirada en la seva llitera, massa feble per caminar. Anne, a més, els explicà que pensava que els seus pares havien mort.
A partir de febrer de 1945, una epidèmia de tifus es propagà pel camp i matà, aproximadament, 17.000 presoners. Alguns testimonis certificaren que Margot caigué de la seva llitera en un estat de feblesa extrema i que morí pel xoc i que alguns dies després moria Anne. El decés succeí algunes setmanes abans que el camp fos alliberat per les tropes britàniques el 15 d'abril de 1945, i, si bé les dates exactes del decés no foren conservades, ha estat generalment acceptat que el traspàs tingué lloc entre final de febrer i mitjans del mes de març. Investigacions dutes a terme el 2015 van situar la seva mort abans de març, concretament en el mes de febrer de 1945.
Després de la guerra, s'estimà que dels aproximadament 110.000 jueus deportats dels Països Baixos durant l'ocupació nazi, només 5.000 n'havien sobreviscut.
Edith Frank, la mare d'Anne, es posà malalta i morí de gana i d'esgotament a Auschwitz-Birkenau el 6 de gener de 1945. Hermann van Pels fou incinerat el setembre de 1944 a Auschwitz-Birkenau. Fritz Pfeffer es posà malalt i morí d'esgotament el 20 de desembre de 1944 a Neuengamme. Augusta van Pels morí l'abril de 1945 a Theresienstadt. Peter van Pels morí el 5 de maig de 1945 al camp de Mauthausen.
Només Otto Frank, el pare d'Anne, sobrevisqué al camp d'extermini d'Auschwitz. Morí a Basilea (Suïssa) l'any 1980, a l'edat de 91 anys. Després de la guerra, quan ja no hi havia dubtes sobre la defunció d'Anne, Miep Gies li donà el diari de la seva filla que feu editar sota el títol d'El diari d'Anne Frank.

## El diari d'una noia

### Publicació del diari
Otto Frank sobrevisqué i tornà a Amsterdam. Allà fou informat que la seva dona havia mort i que les seves filles havien estat deportades a Bergen-Belsen. Volgué creure que les seves filles havien sobreviscut, però la Creu Roja, el mes de juny de 1945, confirmà les defuncions d'Anne i Margot. És només en aquest moment que Miep Gies li donà el diari. Otto li explicà més tard que no s'havia adonat que Anne hagués conservat un detall tan precís i ben escrit del temps que havien passat junts. Sabent que Anna desitjava fer-se escriptora, començà a considerar la idea de publicar el diari. Quan, anys després, se li demanà quina havia estat la seva primera reacció, digué simplement que «no sabia que la meva petita Anna era també profunda».
El diari d'Anna comença amb l'expressió privada dels seus pensaments i hi deixa escrit diverses vegades que no autoritzarà mai ningú a llegir-lo. Descriu la seva vida de manera càndida, les seves famílies i els seus companys, la seva situació, tot començant a reconèixer les ambicions d'escriure i publicar obres de ficció. A la primavera de 1944, en resposta a les paraules que escoltà a la ràdio on el ministre d'Educació del Govern neerlandès a l'exili prometia que quan acabés la guerra faria públics els testimonis de l'opressió nazi al poble neerlandès, començà a corregir els seus escrits, suprimint seccions, reescrivint altres, amb l'objectiu de publicar-los més tard. El seu diari original fou guarnit amb notes i fulls volants i creà pseudònims pels membres de l'amagatall i per les persones que els havien ajudat. La família van Pels canvià els seus noms pels de Hermann, Petronella, i Peter van Daan, i Fritz Pfeffer s'anomenà Albert Düssell. Otto Frank utilitzà el diari original, conegut sota el nom de "versió A", i la versió corregida, coneguda sota el nom de "versió B", per produir la primera edició del diari. Suprimí certs passatges, principalment aquells que parlaven de la seva dona en termes poc afalagadors, i seccions que descrivien l'evolució de la sexualitat d'Anna. A més, restaurà les identitats vertaderes dels membres de la seva família, però no modificà els altres pseudònims.
Otto Frank donà el diari a la historiadora Annie Romein-Verschoor, qui intentà sense èxit publicar-lo. El donà llavors al seu marit Jan Romein, qui escrigué un article sobre el diari titulat Kinderstem (La Veu d'un Nen), publicat al diari Het Parool el 3 d'abril de 1946, on afirmà que el diari «balbucejat per la veu d'un nen, encarna tota la crueltat del feixisme, més que no pas totes les proves que el Procés de Nuremberg hagi pogut reunir». L'article atragué l'atenció d'editors, i el diari fou publicat l'any 1947. La primera versió americana va sortir l'any 1952 sota el títol Anne Frank: The Diary of the Young Corista (Anne Frank: el diari d'una noia). Una peça teatral de Frances Goodrich i Albert Hackett basada en el diari fou presentada a Nova York el 5 d'octubre de 1955, poc abans de guanyar el Premi Pulitzer en la categoria de drames. El 1959 es produí la pel·lícula The Diary of Anne Frank (El Diari d'Anna Frank), que fou un èxit de crítica i públic. Al llarg dels anys la popularitat del diari va créixer i a diverses escoles, en particular als Estats Units, fou inclòs al currículum escolar, fórmula que serví perquè noves generacions de lectors descobrissin Anne Frank.
El 1986, l'Institut Nacional dels Documents de Guerra dels Països Baixos publicà una edició crítica del diari. Incloïa comparacions de totes les versions conegudes i també comentaris certificant l'autenticitat del diari, així com informacions històriques suplementàries sobre la família Frank i del mateix diari.
El 1999, Cornelis Suijk, un antic director de la fundació Anne Frank i president del centre americà per l'Educació sobre l'Holocaust, anuncià que posseïa cinc pàgines inèdites que havien estat tretes del diari per Otto Frank abans de la seva publicació; Suijk declarà que Otto Frank li havia donat aquestes pàgines abans de la seva mort el 1980. Els passatges que mancaven al diari contenien observacions crítiques d'Anne respecte a les tensions entre els seus pares, i ensenya el poc afecte d'Anne envers la seva mare.
La controvèrsia va aparèixer quan Suijk reclamà els seus drets de publicació sobre les cinc pàgines i les va voler vendre per recaptar diners per la seva fundació americana. L'Institut Nacional dels Documents de Guerra dels Països Baixos, propietari del manuscrit, va reclamar la restitució de les pàgines en qüestió. El 2000, el ministre neerlandès d'Educació, Cultura i Ciències tanca un acord amb la fundació de Suijk aportant 300.000 USD i les pàgines foren retornades el 2001. Des d'aquesta data han estat incloses a les noves edicions del diari.

### Elogis a Anna Frank i al seu diari
En la introducció a la primera publicació americana del diari, Eleanor Roosevelt es referí al diari com "un dels més sensats i trasbalsadors testimonis sobre la guerra i el seu impacte sobre els éssers humans que mai no hagi llegit". A Mesura que Anne Frank es consolidava com escriptora i humanista, es començava a parlar-ne com un dels símbols de l'Holocaust i, més generalment, com el símbol de la persecució. Hillary Rodham Clinton, en el discurs que pronuncià quan rebé el Premi Humanitari Elie-Wiesel el 1994, parlà del diari d'Anne Frank amb paraules elogioses i ho enllaçà amb els esdeveniments presents de Sarajevo, Somàlia i Ruanda.

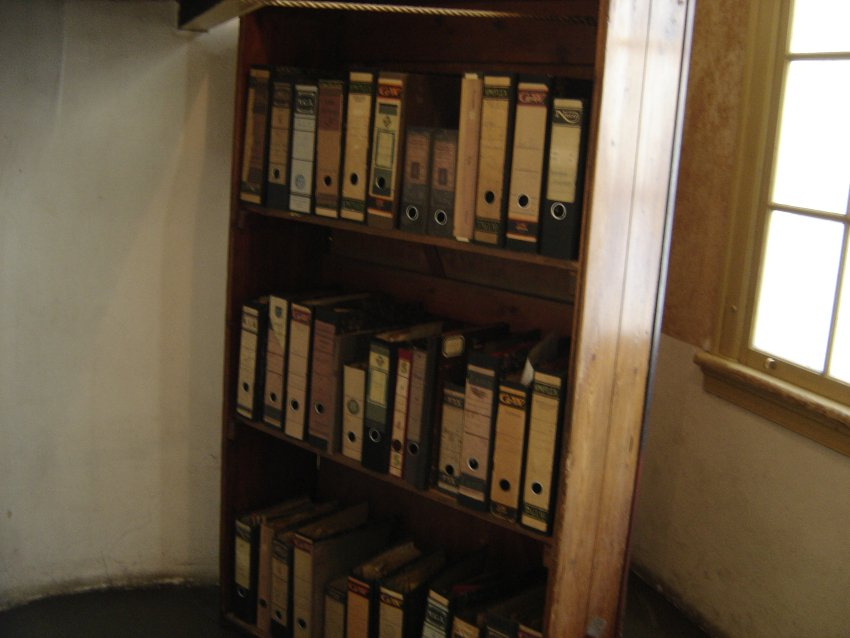
Reproducció de la prestatgeria que amagava l'entrada a l'amagatall a Amsterdam

L'any 1994, Nelson Mandela, després de rebre un premi humanitari de la Fundació Anne Frank, s'adreçà a la multitud de Johannesburg per declarar que havia llegit el diari d'Anne Frank durant el seu empresonament i que aquest li havia donat molt coratge. A més, comparà la lluita d'Anne Frank contra el nazisme amb la seva lluita contra l'Apartheid, descrivint un paral·lelisme entre ambdós sistemes amb el comentari: «Aquestes creences són evidentment falses, i perquè eren, i seran sempre, desafiades per persones semblants a Anne Frank, són consagrades al fracàs.»
El diari també ha estat reconegut per les seves qualitats literàries. Per exemple, el dramaturg Meyer Levin, qui va treballar amb Otto Frank en la posada a punt d'un drama basat en el diari poc temps després de la seva publicació, lloà la seva capacitat per «mantenir la tensió». Per la seva banda, el poeta John Berryman escrigué que es tractava d'una descripció única, no només de l'adolescència sinó també «del procés misteriós i fonamental d'una nena fent-se adulta». La seva biògrafa Melissa Müller afirmà que escrivia «amb un estil precís, econòmic i confiat, ple d'honestedat». La seva escriptura és principalment un estudi de caràcters i examina cada persona del seu cercle amb una mirada assenyada i precisa. És de vegades cruel i sovint esbiaixada, en particular en la seva descripció de Fritz Pfeffer i de la seva pròpia mare. Müller explica que va canalitzar els canvis d'humor, normals de l'adolescència, en els seus escrits. L'examen personal de l'Anne i del seu cercle és sostingut durant un llarg període de manera molt crítica, analítica i introspectiva, i en moments de frustració descriu la batalla interior entre la «minyona Anne» i la «dolenta Anne» que pensa encarnar. Otto Frank va explicar més tard al seu editor la raó per la qual creia que el diari havia estat llegit per tanta gent; segons ell, «el diari aborda tantes etapes de la vida que cada lector hi pot trobar alguna cosa que l'emocionarà personalment».
El juny de 1999, la revista Time publicà una edició especial titulada TIime 100: Heroes & Icons of the 20th Century  amb una llista dels polítics, dels artistes, dels inventors, dels científics i de les personalitats més influents del segle xx. Anne Frank fou escollida per formar-ne part. L'escriptor Roger Rosenblatt, autor de Children of War , escrigué el passatge consagrat a Anne Frank on es descriu l'herència que ha deixat a la Humanitat: «les passions desencadenades per aquest llibre suggereixen que Anne Frank ens pertany a tots, perquè s'ha elevat sobre l'Holocaust, el judaisme, la feminitat i el bé, per convertir-se en una icona del món modern, la moralitat individual assaltada pel mecanisme de la destrucció, insistint sobre el dret de viure, que pregunta i que espera per al futur de la condició humana.»

### Conflictes al voltant de la veracitat del diari
Des de la seva publicació s'ha posat obstinació a desacreditar el diari, i des de 1970 David Irving (historiador i negacionista de l'Holocaust) afirma que el diari no és autèntic. Segons el també negacionista Robert Faurisson, el diari no va ser realment escrit per Anne Frank, car conté pàgines escrites amb bolígraf, estri inventat l'any 1938 i patentat a l'Argentina el 10 de juny de 1943, però que no hauria estat introduït a Alemanya fins un any després, data en la qual Anne ja havia estat traslladada al camp de concentració (2 de setembre de 1944) i el seu diari estava acabat. Les contínues declaracions públiques fetes pels qui neguen l'Holocaust van dur Teresien da Silva a comentar, l'any 1999, en nom de la Casa d'Anne Frank, el següent:
«Per molts extremistes de dretes (Anne) demostra ser un obstacle. El seu testimoniatge de la persecució dels jueus i la seva mort en un camp de concentració estan bloquejant el camí per la rehabilitació del nacional-socialisme».
Des dels anys 50 la negació de l'Holocaust ha estat una infracció criminal en alguns països europeus, i s'ha fet ús de la llei per prevenir un augment de l'activitat neonazi. L'any 1959 Otto Frank prengué accions legals a Lübeck contra Lothar Stielau, un professor de col·legi i antic membre de les Joventuts Hitlerianes qui publicà un document estudiantil on descriu el diari com una falsificació. La Cort va examinar el diari i va concloure l'any 1960 que aquest era autèntic. Stielau es retractà de la seva afirmació, i Otto Frank no va dur la seva demanda més enllà.
L'any 1958, un grup de manifestants va desafiar a Simon Wiesenthal durant una representació del Diari d'Anne Frank a Viena assegurant que Anne Frank mai no havia existit, i li van demanar que en provés l'existència trobant l'home que l'havia arrestada. Va començar a buscar Karl Silberbauer i el va trobar uns anys després, l'any 1963. Quan va ser entrevistat, Silberbauer admeté el seu paper i, a més a més, identificà Anne Frank en una fotografia com una de les persones que foren arrestades. Proporcionà una versió completa dels esdeveniments i recordà haver buidat i escampat per terra una maleta plena de papers. La seva declaració va corroborar la versió dels fets que havien presentat anteriorment testimonis com Otto Frank.
L'any 1976 Otto Frank emprengué accions judicials contra Heinz Roth, de Frankfurt, qui publicà fulletons on s'indicava que el diari era una falsificació. El jutge decidí que, si publicava noves afirmacions en aquesta línia seria condemnat a pagar una multa de 500.000 marcs alemanys i s'enfrontaria a una sentència de sis mesos de presó. Dos casos més foren desestimats pels tribunals alemanys els anys 1978 i 1979 emparant-se en el dret a la llibertat d'expressió, perquè la queixa no havia estat duta a terme per cap "part perjudicada". El tribunal va declarar en cada cas que es fes una nova petició des d'una part perjudicada, com Otto Frank, es podrien obrir diligències per difamació.
La controvèrsia va arribar al seu punt més alt l'any 1980 amb l'arrest i el judici de dos neonazis. Ernst Römer i Edgar Geiss foren jutjats i trobats culpables de la creació i distribució d'impresos denunciant la falsedat del diari, a aquests successos seguí una querella d'Otto Frank. Durant l'apel·lació, un equip d'historiadors examinà els documents d'acord amb Otto Frank, i determinà la seva autenticitat.

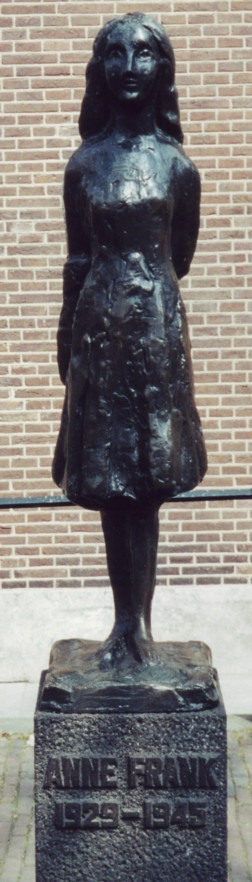
Estàtua d'Anna Frank realitzada per Mari Andriessen, a l'exterior de Westerkerk a Amsterdam

Amb la mort d'Otto Frank l'any 1980, el diari original, incloent-hi cartes i fulles soltes, fou deixat en herència a l'Institut per la Documentació de la Guerra dels Països Baixos. Aquesta institució dugué a terme, l'any 1986, un estudi forense del diari amb l'ajut del Ministeri de Justícia dels Països Baixos. Després de confrontar la cal·ligrafia amb exemplars d'autoria provada determinà que coincidien, i que el paper, cola i tinta emprats eren fàcils d'adquirir durant el període en el qual s'afirmava que el diari havia estat escrit. En conseqüència, determinaren que el diari era autèntic. El 23 de març de 1990 el Tribunal Regional d'Hamburg confirmà la seva autenticitat.

## Reconeixements i honors

### Fundació Anne Frank i la Casa d'Anne Frank
El 3 maig de l'any 1957, un grup de ciutadans, entre ells Otto Frank, creà la fundació de la Casa d'Anne Frank amb l'objectiu inicial de salvaguardar l'immoble PrinHerènciasengracht amenaçat de demolició i fer-lo accessible al públic. La Casa d'Anne Frank va obrir les portes el 3 de maig de 1960. Comprèn el magatzem i els despatxos de la societat Opekta així com l'amagatall no moblat perquè els visitants puguin circular lliurement per les habitacions. S'hi poden veure efectes personals dels ocupants que hi han quedat, com un cartell d'una estrella de cinema enganxada al mur per l'Anne, un tros de paper pintat sobre el qual Otto Frank marcava la talla de les seves filles a mesura que creixien i un mapa sobre el mur on anotava l'avanç de les forces aliades. Des de la petita habitació que va ser de Peter van Daan, s'enllaça l'immoble amb els edificis veïns comprats per la Fundació. Aquests altres immobles són emprats per albergar el diari, però també exposicions sobre diferents aspectes de l'Holocaust i estudis contemporanis sobre la intolerància racial en diferents llocs del món. La Casa d'Anne Frank s'ha convertit en el focus d'atracció turística més freqüentat d'Amsterdam, amb més d'un milió i mig de visitants cada any.
L'any 1963, Otto Frank i la seva segona dona, Elfriede Geiringer-Markovits, transformaren la Fundació Anne Frank en una organització benèfica, amb seu a Basilea, Suïssa. La Fundació recapta els diners per donar-los a causes lloables. Fins a la seva mort, Otto va llegar els seus drets sobre el diari a la Fundació, amb la condició que els primers 80.000 francs suïssos d'ingressos anuals fossin distribuïts als seus hereus; la resta ha d'ésser abonada a la Fundació pels projectes que els seus administradors jutgin vàlids. Això ha permès sostenir tots els anys el tractament mèdic dels Justos entre les Nacions, d'educar joves contra el racisme i de prestar alguns escrits d'Anne Frank al museu americà dedicat al Memorial de l'Holocaust de Washington per una exposició l'any 2003. L'informe anual del 2003 permet, a més, fer-se una idea dels treballs portats a terme i del suport d'Alemanya, d'Israel, de l'Índia, de Suïssa, d'Anglaterra i dels Estats Units.

### Dedicació d'espais públics, equipaments i estàtues
Hi ha una extensa llista de ciutats, poblacions, països i institucions arreu del món, particularment a Europa, que han honrat la seva memòria dedicant-li carrers, places, avingudes, estàtues, escultures, parcs i equipaments, entre d'altres.
Desenes d'escoles del món han estat batejades amb el nom d'«Anne Frank», en record seu.

#### Barcelona: plaça d'Anna Frank i paviment d'Anna Frank

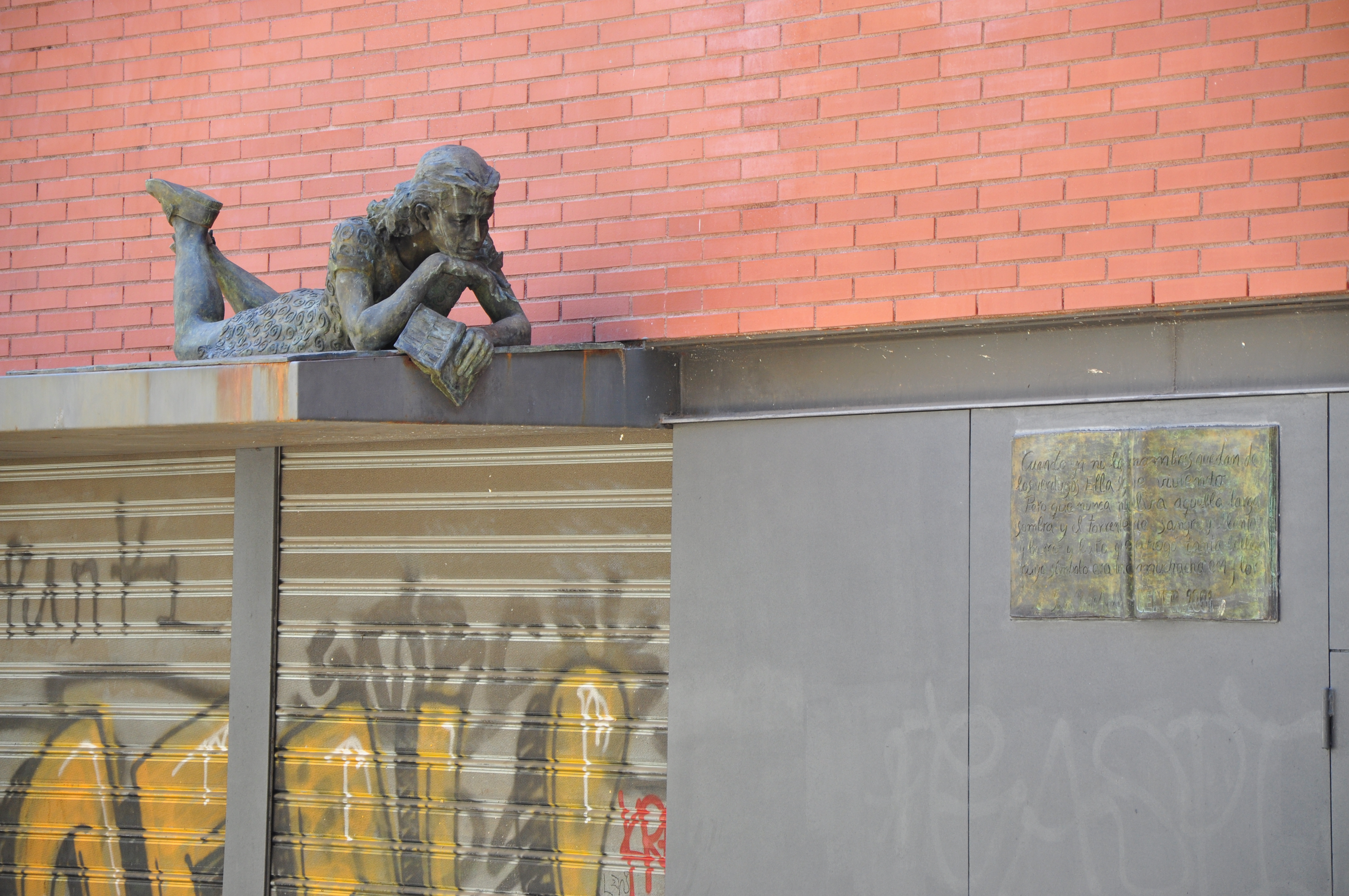
Estàtua d'Anna Frank, obra de Sara Pons Arnal, a la Plaça d'Anna Frank, a Barcelona.

La ciutat de Barcelona inaugurà, el 13 de febrer de l'any 1998, un espai públic amb el seu nom al barri de Gràcia, la Plaça d'Anna Frank, molt a prop de l'estació del metro de Fontana. A més a més, l'any 2001, s'hi col·locà una estàtua realista de bronze en honor seu, obra de Sara Pons Arnal. Situada a sobre mateix del petit voladís de l'entrada del Centre Artesà Tradicionarius, Anne Frank queda representada en posició estirada de bocaterrosa i sostenen el seu diari personal. A la mateixa façana, com a element del conjunt, hi ha dues pàgines fetes de bronze que recullen unes paraules de reflexió i reconeixement de l'autora de l'estàtua, Sara Pons.
Per altra banda, l'Ajuntament de Barcelona, l'any 2001, en el moment de reurbanitzar el carrer de Sèneca, en el tram comprès entre el Carrer de la Riera de Sant Miquel i la Via Augusta, al barri Vila de Gràcia, va fer el vial de plataforma única i reservat a vianants, tot incorporant elements d'art públic d'acer corten i panots encastats en el paviment en record a Anne Frank i, per extensió, a les víctimes del nazisme i del feixisme.

### Cultura
La vida i els escrits d'Anne Frank han inspirat diversos grups d'artistes i comentaristes, fent-ne referència a la literatura, la música popular, la televisió, i altres mitjans de comunicació.
L'any 1959, el seu diari ha estat adaptat al cinema per George Stevens; ha estat objecte de diversos telefilms i d'una adaptació japonesa en dibuixos animats (Anne no nikki, 1995).